# Флаг Тунгиро-Олёкминского района
Флаг муниципального района «Тунгиро-Олёкминский район» Забайкальского края Российской Федерации — опознавательно-правовой знак, служащий официальным символом муниципального образования.
Флаг утверждён 26 октября 2012 года решением Совета муниципального района «Тунгиро-Олёкминский район» и 26 декабря 2012 года внесён в Государственный геральдический регистр Российской Федерации с присвоением регистрационного номера 8021.

## Описание
«Прямоугольное двухстороннее полотнище белого цвета с отношением ширины к длине 2:3, в котором внутри треугольника образованного линиями восходящими из точек, делящих нижний край в отношении 6:15:6, к середине верхнего края, изображены фигуры из герба Тунгиро-Олёкминского района, выполненные серым, чёрным, зелёным, жёлтым и оранжевым цветом».
Фигуры из герба муниципального района «Тунгиро-Олёкминский район» представляют собой: зелёное остриё, обременённое чёрными, с золотыми ложами, ружьями накрест, причём образованный ими верхний угол выделен золотом; в золоте — чёрная отторгнутая оленья голова; в зелени, ниже ружей, — золотой стоящий соболь, обращённый и обернувшийся.

## Обоснование символики
Основу хозяйственной деятельности Тунгиро-Олёкминского района составляют: добыча полезных ископаемых (в основном — золото), оленеводство, заготовление пушнины (соболя). Всё это нашло отражение во флаге района, символика которого многозначна:
— остроконечный треугольник с фигурами — аллегория жилища эвенков — чума. Окружающий треугольник белый цвет — аллегория свежевыпавшего снега, на котором ярче выделяются чумы;
— голова оленя — символ традиционного занятия местного населения — разведение оленей;
— соболь — символ «мягкого золота» — пушнины, первоосновы освоения Сибири в далёкие времена;
— перекрещённые ружья — символ снаряжения не только охотников, но и многих других покорителей просторов Сибири. Без этого оружия в тайге нет жизни. Ружьё не только орудие добычи пропитания и пушнины, но и защитник при нападении диких зверей, при защите от непрошеных гостей;
— два основных цвета полотнища золото и зелень — символизируют добывающую промышленность (золото, пушнина) и великую Тайгу, кормилицу и спасительницу Сибири (зелень).
Белый цвет (серебро) — символ чистоты, совершенства, мира и взаимопонимания.
Зелень — символ надежды, радости и изобилия.
Чёрный цвет — символ благоразумия, мудрости, скромности, честности.
Жёлтый цвет (золото) — символ богатства, справедливости, стабильности.